# Fabiana Beltrame
Fabiana Beltrame (ur. 9 kwietnia 1982 we Florianópolis) – brazylijska wioślarka, mistrzyni świata, reprezentantka kraju w jedynce podczas Letnich Igrzysk Olimpijskich w Pekinie.

## Osiągnięcia
- Igrzyska Olimpijskie – Ateny 2004 – jedynka – 14. miejsce[2].
- Igrzyska Olimpijskie – Pekin 2008 – jedynka – 19. miejsce[2].
- Mistrzostwa Świata – Bled 2011 – jedynka wagi lekkiej – 1. miejsce[2]